# Mirabaud-Gruppe
Mirabaud ist eine internationale Banken- und Finanzgruppe, die ihren Hauptsitz in Genf hat. Sie wurde 1819 gegründet und entwickelte sich allmählich zur drittgrößten Privatbank der Stadt. Angeführt von sechs Partnern, ist Mirabaud im Wesentlichen in den folgenden drei Bereichen tätig: der Vermögensberatung, dem Asset Management und Brokerage.

## Geschichte
Die Genfer Privatbank Mirabaud & Cie wurde 1819 gegründet und ist eine der ältesten Banken der Schweiz. Das Familienunternehmen hatte beim Aufbau und bei der Entwicklung des Schweizer Finanzsystems eine Schlüsselfunktion. Im Jahre 1857 wurde die Bank Mitbegründer der Genfer Wertschriftenbörse, der ersten in der Schweiz.
1973, mehr als ein Jahrhundert später, leistet sie in der Schweiz für die Anlageform der Hedge-Fonds Pionierarbeit. 1985 eröffnet Mirabaud ihre erste ausländische Repräsentanz in Montreal und verstärkt seine Präsenz in London im Jahre 1990. Die erste Geschäftsstelle im asiatischen Raum öffnet 1997 in Hongkong. Ein Jahr später, 1998, erhöht das Unternehmen mit der Eröffnung seiner ersten Zweigniederlassung in Zürich seine Präsenz in der Schweiz.
2001 verstärkt Mirabaud Asset Management ihre Teams in London und Genf. Im selben Jahr schafft die Gruppe LPP Gestion SA im Bereich der Liability-Management-Dienstleistungen für Pensionskassen. In 2003 steigert der Konzern, insbesondere durch die Eröffnung einer Geschäftsstelle in Paris, dem Kauf der Banque Jenni & Cie in Basel (2004) sowie der Eröffnung einer weiteren Zweigniederlassung in Dubai (2007), seine Präsenz in der EU, der Schweiz sowie dem Nahen Osten.
2010 kauft er den spanischen Konzern Venture Finanzas auf und eröffnet weitere Filialen in Barcelona, Valencia und Sevilla.
Mit der Gründung von Mirabaud Asset Management (Europe) SA in Luxemburg im Jahre 2011, wo 2014 eine neue Bank (Mirabaud & Cie (Europe) SA) gegründet ist, zentralisiert Mirabaud die Verwaltung seiner Investmentfonds. Ein Jahr später kündigt der Konzern den Erwerb zwei weiterer Banklizenzen in Spanien und Frankreich an.
2014 wandelt der Konzern seine Rechtsstruktur von der einer Teilhaberschaft mit beschränkter Haftung in die einer Unternehmenspartnerschaft um. Zum ersten Mal veröffentlicht die Gruppe seine Finanzergebnisse.

## Geschäftstätigkeit
Mirabaud ist in der Rechtsform einer Kommanditgesellschaft. Der Hauptsitz der Mirabaud et Cie Privatbank liegt in Genf, Schweiz. Der Konzern betreibt jedoch weitere Filialen in Basel und Zürich sowie in ganz Europa (London, Luxemburg, Paris, Madrid, Barcelona, Valencia, Sevilla und Mailand) und weltweit (Montreal, Hongkong, Dubai).
Mirabaud ist im Wesentlichen in folgenden drei Bereichen tätig: der Vermögensberatung, dem Asset Management sowie Brokerage.

## Sponsoring
Seit 2005 ist Mirabaud der Hauptsponsor des Bol d’Or Mirabaud, der längsten Segelregatta auf einem europäischen Binnengewässer, das jährlich auf dem Genfersee stattfindet.